# Economia e politica agraria
L'economia agraria è la branca dell'economia che studia il settore agricolo.

## Ambiti dellostudio dei campi
Come per ogni settore economico, lo studio economico viene affrontato da un punto di vista microeconomico, quando l'oggetto di indagine è l'imprenditore agricolo o l'impresa agricola, che producono ricchezza, usano risorse e distribuiscono il reddito, oppure dal punto di vista macroeconomico, quando l'oggetto di indagine è il settore agricolo nel suo complesso, di cui si analizza per esempio il ruolo nella determinazione del reddito nazionale e degli investimenti.
Gli strumenti di analisi impiegati nello studio dell'economia agraria sono offerti dall'economia politica e dall'economia aziendale.

## L'economia politica agraria
In particolare l'economia politica ha sviluppato alcuni dei propri strumenti e concetti, come la legge della produttività decrescente dei fattori produttivi, proprio pensando a quanto accadeva nell'agricoltura; quando è nata la scienza economica, era infatti questo il settore produttivo di gran lunga più importante sia per il valore del prodotto agricolo rispetto al PIL, sia per numero di addetti.
I temi trattati dall'economia politica applicata all'agricoltura sono numerosi e riguardano le scelte dell'imprenditore agricolo in condizioni di incertezza (causata dalla presenza di rischi ambientali generici, parassiti, malattie, tempo atmosferico), le contingenze dell'attività di impresa agricola che possono rendere necessario il ricorso a forme di assicurazione, le caratteristiche della domanda dei prodotti agricoli (che per prodotti poco differenziati è abbastanza rigida rispetto al prezzo ed al reddito), le scelte di prodotto e di processo produttivo, i rapporti con il settore industriale di trasformazione dei prodotti agricoli, le politiche di distribuzione dei prodotti.

## La politica agraria
La politica agraria invece analizza e studia i provvedimenti di sostegno al settore agricolo, destinati a sostenere la domanda e/o il prezzo dei beni agricoli e dei prodotti agro-alimentari, nonché a elaborare strategie di intervento.
A questo filone appartiene lo studio delle politiche comunitarie che, riducendo la quantità prodotta, come nel caso delle quote latte, o sostenendo la produzione di taluni beni con contributi economici elargiti ai produttori, cercano di governare il settore agricolo con lo scopo di difendere il reddito degli agricoltori, limitare la concorrenza straniera e in particolare di molti paesi del terzo mondo che possono produrre a prezzi bassissimi gli stessi beni, difendere l'ambiente, evitare l'abbandono delle terre soprattutto montane.
Altri temi assai più generali affrontati dalla politica economica riguardano gli effetti dei provvedimenti di politica agraria e delle scelte delle imprese sul reddito, l'occupazione, la bilancia dei pagamenti e la produttività.

### La politica agraria dell'Unione Europea
La politica agricola è sempre stata un pilastro basilare nel processo di integrazione degli Stati membri della Comunità economica europea. Già il Trattato originale di Roma definiva gli obiettivi della PAC e stabiliva che l'agricoltura andava inclusa nel mercato comune come politica integrata. All'epoca, in una Europa che aveva ancora memoria della fame degli anni di guerra e dell'immediato dopo-guerra, la sicurezza alimentare costituiva l'obiettivo primario: da qui la tendenza a prezzi agricoli estremamente elevati rispetto al libero mercato internazionale e l'accumularsi di grandi scorte. La comunità interveniva anche corrispondendo la differenza di prezzo per le quantità esportate fuori Europa.
La peculiarità del comparto agro-alimentare ha suscitato posizioni contrastanti, a volte antitetiche, nelle politiche di settore dei diversi Stati. Ciò ha portato alla conclusione nel 1994, al termine dell'Uruguay Round del GATT istitutivo dell'Organizzazione Mondiale del Commercio, dell'Accordo sull'agricoltura, teso a contribuire alla formazione di "un sistema di scambio agricolo corretto e orientato al mercato".

## L'economia aziendale agraria
L'economia aziendale infine studia l'azienda agricola ed il settore agricolo come fa per qualsiasi altra azienda e settore economico, tenendo tuttavia presente che queste possiedono alcune peculiarità, sia per le caratteristiche particolari dei beni prodotti e dei mercati sui quali le aziende agricole operano, sia per le particolarità delle leggi che le riguardano che dei bilanci agricoli.

### Esempio di massimizzazione del profitto in economia agraria
Volendo massimizzare il profitto di un terreno in euro, stabilendo quanti e quali ortaggi coltivare si può procedere in tal modo:
si supponga che un coltivatore abbia a disposizione 18 ettari di terreno da coltivare a carote o a pomodori.
Le risorse a sua disposizione, oltre al terreno, sono: 80 kg di semi di carota, 30 kg di semi di pomodori, 200 t di concime.Se la resa stimata per la coltivazione di carota è di 2000 euro/ettaro e quella dei pomodori è di 3000 euro/ettaro e le risorse utilizzabili per ogni tipo di coltivazione sono 9 kg di semi e 15 t di concime per ettaro di carota, e 5 kg di semi e 25 t di concime per i pomodori. Volendo massimizzare il profitto in euro, si vuole stabilire quanti ettari di terreno coltivare a carote e a pomodori. Pertanto il modello di Programmazione lineare da analizzare è il seguente :
{\displaystyle \operatorname {massimizza} \left(2000x+3000y\right)}
{\displaystyle x+y<=18}
{\displaystyle 9x<=80}
{\displaystyle 5y<=30}
{\displaystyle 15x+25y<=200}
Utilizzando il software opensource wxMaxima per effettuare il calcolo si ha: 
```
load
(
"simplex"
)
$
;

maximize_lp
(
2000
*
x
+
3000
*
y
,[
x
+
y
<=
18
,
9
*
x
<=
80
,
5
*
y
<=
30
,
15
*
x
+
25
*
y
<=
200
],
nonnegative_lp
=
true
);

[
25777.77
,[
y
=
2.66
,
x
=
8.88
]]

```

cioè il coltivatore ottiene un profitto massimo di 25777 euro, coltivando 8,88 ettari di carote e 2,66 ettari di pomodoro.